# تام لارنس
تام لارنس (انگلیسی: Tom Lawrence؛ زادهٔ ۱۳ ژانویهٔ ۱۹۹۴) بازیکن فوتبال اهل بریتانیا است.
از فیلم‌ها یا برنامه‌های تلویزیونی که وی در آن نقش داشته‌است می‌توان به اتصال کوتاه اشاره کرد.
از باشگاه‌هایی که در آن بازی کرده‌است می‌توان به باشگاه فوتبال روترهام یونایتد، باشگاه فوتبال لستر سیتی، باشگاه فوتبال دربی کانتی، باشگاه فوتبال کارلایل یونایتد، باشگاه فوتبال اورتون، باشگاه فوتبال بلکبرن روورز، باشگاه فوتبال منچستر یونایتد، باشگاه فوتبال کاردیف سیتی، و باشگاه فوتبال یئوویل تاون اشاره کرد.
وی همچنین در تیم‌های ملی فوتبال زیر ۲۱ سال ولز، و ولز بازی کرده‌است.